# Équation cinétique de Landau
L'équation cinétique de Landau est une équation de transport de particules chargées faiblement couplées effectuant des collisions de Coulomb dans un plasma.
L'équation a été dérivée par Lev Landau en 1936 comme alternative à l'équation de Boltzmann dans le cas de l'interaction de Coulomb. Lorsqu'elle est utilisée avec l'équation de Vlasov, l'équation donne l'évolution temporelle du plasma collisionnel. Elle est donc considérée comme un modèle cinétique fondamental dans la théorie du plasma collisionnel,.

## Aperçu

### Définition
Soit {\displaystyle f(v,t)} une fonction de distribution à particule unique. L'équation est la suivante :
{\displaystyle {\frac {\partial f}{\partial t}}=B{\frac {\partial }{\partial v_{i}}}\left(\int _{\mathbb {R^{3}} }dw{\frac {(u^{2}\delta _{ij}-u_{i}u_{j})}{u^{3}}}\left({\frac {\partial }{\partial v_{j}}}-{\frac {\partial }{\partial w_{j}}}\right)f(v)f(w)\right)}
{\displaystyle u=v-w}
Le membre de droite de l'équation est connu sous le nom d'intégrale de collision de Landau (en parallèle à l'intégrale de collision de Boltzmann).
{\displaystyle B} est obtenu en intégrant sur le potentiel intermoléculaire {\displaystyle U(r)} :
{\displaystyle B={\frac {1}{8\pi }}\int _{0}^{\infty }dr\,r^{3}{\hat {U}}(r)^{2}}
{\displaystyle {\hat {U}}(|k|)=\int _{\mathbb {R^{3}} }dx\,U(|x|)e^{ikx}}
Pour de nombreux potentiels intermoléculaires (notamment les lois de puissance où {\displaystyle U(r)\propto {\frac {1}{r^{n}}}}), l'expression de {\displaystyle B} est divergente. La solution de Landau à ce problème est d'introduire des seuils aux petits et grands angles.

### Utilisations
L'équation est principalement utilisée en mécanique statistique et en physique des particules pour modéliser le plasma. A ce titre, elle a été utilisée pour modéliser et étudier le plasma dans les réacteurs thermonucléaires,,. Elle a également été utilisée dans la modélisation de la matière active.
L'équation et ses propriétés ont été étudiées en profondeur par Alexander Bobylev.

## Dérivations
La première dérivation a été donnée dans l'article original de Landau. L'idée approximative pour la dérivation est la suivante:
En considérant un gaz spatialement homogène de particules ponctuelles et de masse unitaire décrite par {\displaystyle f(v,t)}, on peut définir un potentiel corrigé pour les interactions de Coulomb, {\displaystyle {\hat {U_{ij}}}=U_{ij}exp\left({\frac {-r_{ij}}{r_{D}}}\right)}, avec {\displaystyle U_{ij}} le potentiel de Coulomb ({\displaystyle U_{ij}={\frac {e_{i}e_{j}}{|x_{i}-x_{j}|}}}), et {\displaystyle r_{D}} le rayon de Debye. Le potentiel {\displaystyle {\hat {U_{ij}}}} est ensuite inséré dans l'intégrale de collision de Boltzmann (le terme de collision de l'équation de Boltzmann ) et résolu pour le terme asymptotique principal vers la limite {\displaystyle r_{D}\rightarrow \infty }.
En 1946, la première dérivation formelle de l'équation de la hiérarchie BBGKY a été publiée par Nikolay Bogolyubov.

## L'équation de Fokker-Planck-Landau
En 1957, l'équation a été dérivée indépendamment par Marshall Rosenbluth. En résolvant l'équation de Fokker-Planck sous une force inverse carrée, on peut obtenir :
{\displaystyle {\frac {1}{4\pi L}}{\frac {\partial f_{i}}{\partial t}}={\frac {\partial }{\partial v_{\alpha }}}\left(-f_{i}{\frac {\partial h_{i}}{\partial v_{\alpha }}}+{\frac {1}{2}}{\frac {\partial }{\partial v_{\beta }}}\left(f_{i}{\frac {\partial ^{2}g_{i}}{\partial v_{\alpha }\partial v_{\beta }}}\right)\right)}
où {\displaystyle h_{i},g_{i}} sont les potentiels de Rosenbluth :
{\displaystyle h_{i}=\sum _{j=1}^{n}K_{ij}\int dw{\frac {f_{i}(w,t)}{|v-w|}}}
{\displaystyle g_{i}=\sum _{j=1}^{n}K_{ij}{\frac {m_{j}}{m_{i}}}\int dw{\frac {f_{i}(w,t)}{|v-w|}}}
pour {\displaystyle K_{ij}={\frac {e_{i}^{2}e_{j}^{2}}{m_{i}m_{j}}},\;i=1,2,...,n}. La représentation Fokker-Planck de l'équation est principalement utilisée pour sa commodité dans la modélisation numérique et les calculs.

## L'équation cinétique relativiste de Landau
Une version relativiste de l'équation a été publiée en 1956 par Gersh Budker et Spartak Belyaev.
Considérant les particules relativistes avec quantité de mouvement {\displaystyle p=(p^{1},p^{2},p^{3})\in \mathbb {R} ^{3}} et l'énergie {\displaystyle p^{0}={\sqrt {1+\left|p\right|^{2}}}}, l'équation est la suivante:
{\displaystyle {\frac {\partial f}{\partial t}}={\frac {\partial }{\partial p_{i}}}\int _{\mathbb {R} ^{3}}dq\,\Phi ^{ij}(p,\ q)\left[h(q){\frac {\partial }{\partial p_{j}}}g(p)-{\frac {\partial }{\partial q_{j}}}h(q)g(p)\right]}
où le noyau est donné par {\displaystyle \Phi ^{ij}=\mathrm {A} (p,q)S^{ij}(p,q)} tel que:
{\displaystyle \mathrm {A} ={\frac {\left(\rho _{-}+1\right)^{2}}{p^{0}q^{0}}}\left(\rho _{+}\rho _{-}\right)^{-{\frac {3}{2}}}}
{\displaystyle S^{ij}=\rho _{+}\rho _{-}\delta _{ij}-\left(p_{i}-q_{i}\right)\left(p_{j}-q_{j}\right)+\rho _{-}\left(p_{i}q_{j}+p_{j}q_{i}\right)}
{\displaystyle \rho _{\pm }=p^{0}q^{0}-pq\pm 1}
Une correction relativiste à l'équation est pertinente car les particules dans le plasma chaud atteignent souvent des vitesses relativistes.

## Voir également
- Liste des articles sur la physique des plasmas
- Équation de Boltzmann
- Équation de Vlasov